# WTA Shenzhen Open 2017
Shenzhen Open 2017 (відомий як Shenzhen Gemdale Open 2017 за назвою спонсора) — тенісний турнір, що проходив на відкритих кортах з твердим покриття. Це був 5-й за ліком Shenzhen Open. Належав до категорії International у рамках Туру WTA 2017. Відбувся в Shenzhen Longgang Sports Center у Шеньчжені (Китай). Тривав з 1 до 7 січня 2017 року.

## Очки і призові

### Нарахування очок
| Дисципліна       | П   | Ф   | ПФ  | ЧФ | 1/8 | 1/16 | Q   | Q2  | Q1  |
| Одиночний розряд | 280 | 180 | 110 | 60 | 30  | 1    | 18  | 12  | 1   |
| Парний розряд    | 280 | 180 | 110 | 60 | 1   | Н/Д  | Н/Д | Н/Д | Н/Д |

### Призові гроші
| Дисципліна       | П        | Ф       | ПФ      | ЧФ      | 1/8    | 1/161  | Q2     | Q1     |
| Одиночний розряд | $163,260 | $81,251 | $43,663 | $13,121 | $7,238 | $4,698 | $2,720 | $1,588 |
| Парний розряд *  | $26,031  | $13,544 | $7,271  | $3,852  | $2,031 | Н/Д    | Н/Д    | Н/Д    |

1 Кваліфаєри отримують і призові гроші 1/16 фіналу

* на пару

## Учасниці основної сітки в одиночному розряді

### Сіяні пари
| Країна          | Гравчиня            | Рейтинг1 | Сіяна |
| --------------- | ------------------- | -------- | ----- |
| Польща          | Агнешка Радванська  | 3        | 1     |
| Румунія         | Сімона Халеп        | 4        | 2     |
| Велика Британія | Джоанна Конта       | 10       | 3     |
| Швейцарія       | Тімеа Бачинскі      | 15       | 4     |
| Угорщина        | Тімеа Бабош         | 28       | 5     |
| Латвія          | Анастасія Севастова | 34       | 6     |
| Румунія         | Моніка Нікулеску    | 38       | 7     |
| США             | Алісон Ріск         | 39       | 8     |

- 1 Рейтинг подано станом на 26 грудня 2016.

### Інші учасниці
Нижче наведено учасниць, які отримали вайлдкард на участь в основній сітці:
- Дуань Інін
- Чжан Кайлінь
- Чжу Лінь

Такі учасниці отримали право на участь завдяки захищеному рейтингові:
- Галина Воскобоєва

Нижче наведено гравчинь, які пробились в основну сітку через стадію кваліфікації:
- Чжан Кайчжень
- Унс Джабір
- Ніна Стоянович
- Стефані Фегеле

Такі тенісистки потрапили в основну сітку як a щасливий лузер:
- Ана Богдан
- Лю Фанчжоу

### Відмовились від участі
До початку турніру
- Анна-Лена Фрідзам → її замінила  Марія Саккарі
- Ярослава Шведова → її замінила  Лю Фанчжоу
- Тімеа Бачинскі → її замінила  Ана Богдан

## Учасниці основної сітки в парному розряді

### Сіяні пари
| Країна  | Гравчиня          | Країна  | Гравчиня         | Рейтинг1 | Сіяна |
| ------- | ----------------- | ------- | ---------------- | -------- | ----- |
| США     | Ракель Атаво      | КНР     | Сюй Їфань        | 41       | 1     |
| Чехія   | Андреа Главачкова | КНР     | Пен Шуай         | 52       | 2     |
| Румунія | Ралука Олару      | Україна | Ольга Савчук     | 137      | 3     |
| Румунія | Сімона Халеп      | Румунія | Моніка Нікулеску | 143      | 4     |

- 1 Рейтинг подано станом на 26 грудня 2016.

### Інші учасниці
Нижче наведено пари, які отримали вайлдкард на участь в основній сітці:
- Ма Шуюе /  Чжан Кайлінь
- Дуань Інін /  Ван Цян

## Переможниці та фіналістки

### Одиночний розряд
- Катерина Сінякова —  Алісон Ріск, 6–3, 6–4

### Парний розряд
- Андреа Главачкова /  Пен Шуай —  Ралука Олару /  Ольга Савчук, 6–1, 7–5